# La Grande Rivière Airport
La Grande Rivière Airport (franska: Aéroport de Radisson Grande-Rivière) är en flygplats i Kanada.   Den ligger i regionen Nord-du-Québec och provinsen Québec, i den östra delen av landet, 900 km norr om huvudstaden Ottawa. La Grande Rivière Airport ligger 194 meter över havet.
Terrängen runt La Grande Rivière Airport är huvudsakligen platt. La Grande Rivière Airport ligger uppe på en höjd. Trakten runt La Grande Rivière Airport är nära nog obefolkad, med mindre än två invånare per kvadratkilometer.. Närmaste större samhälle är Radisson, 19,4 km norr om La Grande Rivière Airport. 
Omgivningarna runt La Grande Rivière Airport är i huvudsak ett öppet busklandskap.